# أليكسيس جينيت
أليكسيس جينيت (9 يونيو 1982 في نيم) (بالإنجليزية: Alexis Genet)‏ لاعب كرة قدم فرنسي معتزل كان يجيد اللعب في خط الدفاع .

## وصلات خارجية
- أليكسيس جينيت على موقع قاعدة بيانات كرة القدم.إي يو (الإنجليزية)